# Радиометричко датирање
Радиометричко датирање или радиоактивно датирање техника је која се користи за датирање материјала као што су стене или угљеник, где су радиоактивне нечистоће у траговима селективно инкорпорисане када су формиране. Метод пореди заступљеност природно јављајућег радиоактивног изотопа унутар материјала са заступљеношћу његових продуката распада, који се формирају познатом константном стопом распада. Употребу радиометричког датирања први је пут објавио 1907. Бертрам Болтвуд а сада је принципални извор информација о апсолутној старости стена и других геолошких одлика — укључујући старост фосилизованих животних облика или старост Земље саме, те такође може да се користи за датирање широког спектра природних и материјала које су израдили људи.
Заједно са стратиграфичким принципима, методи радиометричког датирања користе се у геохронологији да се успостави геолошка временска скала. Међу најпознатијим техникама су радиоугљенично датирање, калијум-аргонско датирање и уранијум-оловно датирање. Допуштајући успостављање геолошких временских скала, пружа значајан извор информација о старостима фосила и изведених стопа еволуционарних промена. Радиометричко датирање се такође користи за датирање археолошких материјала, укључујући древне артефакте.
Различити методи радиометричког датирања варирају на временској скали на којој су тачни и материјали за које могу да буду примењени.